# Prosoplus basigranulatus
Prosoplus basigranulatus là một loài bọ cánh cứng trong họ Cerambycidae.